# Citroën Revolte

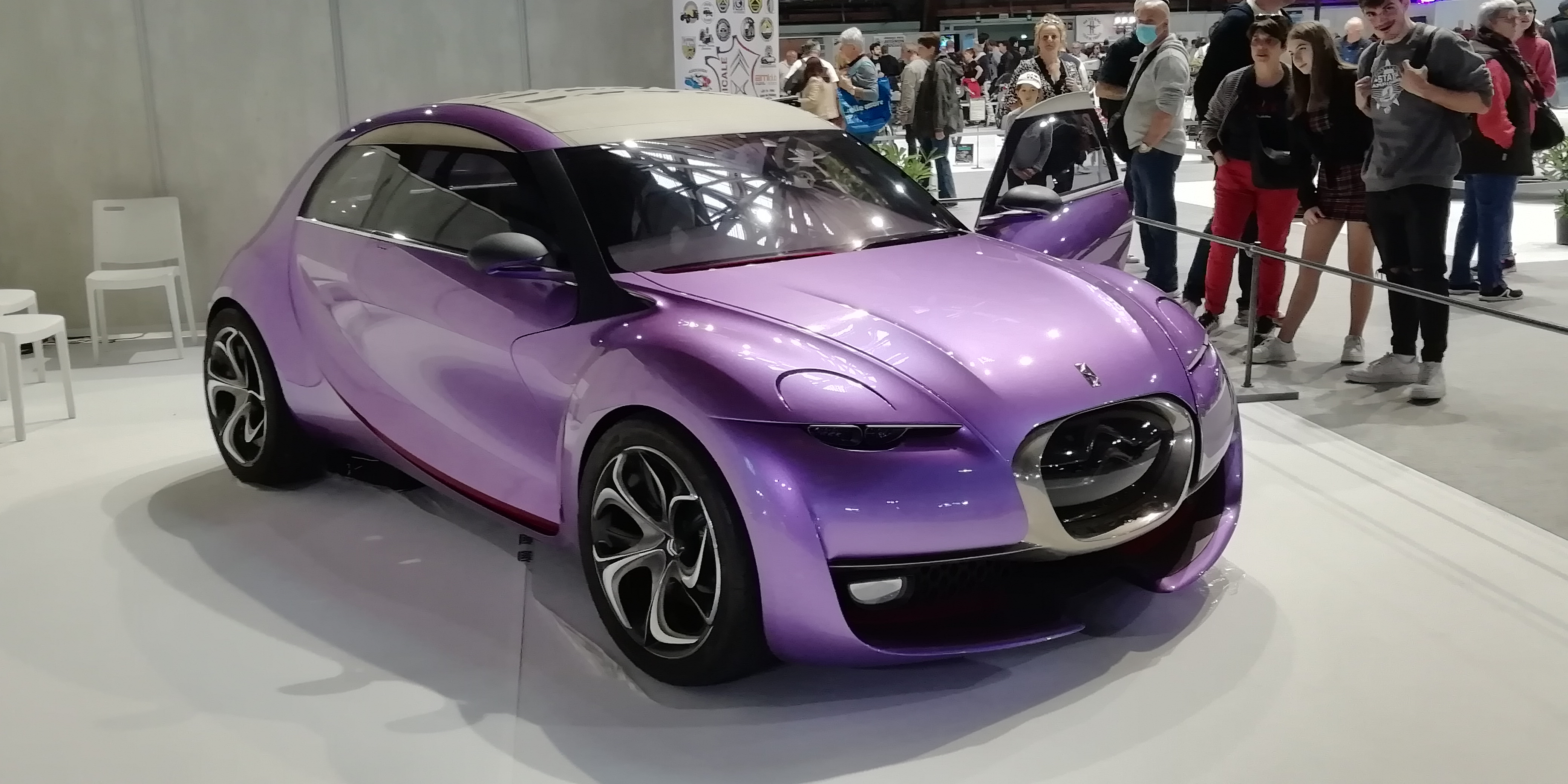
En Aviñón.

El Citroën Revolte es un prototipo de automóvil híbrido eléctrico enchufable, presentado por el fabricante francés Citroën por primera vez al público en el Salón del Automóvil de Fráncfort de 2009. Posteriormente, también fue llevado al Salón del Automóvil de Ginebra de 2010.
El diseño exterior del Revolte está inspirado en el clásico Citroën 2CV. Respecto a la motorización, el prototipo presentado utiliza una propulsión híbrida capaz de funcionar en modo eléctrico únicamente, en modo térmico o de forma combinada. Además del sistema de recarga mediante enchufe a red tiene un techo solar para regenerar energía.
En el interior, el diseño se aleja completamente del modelo base de inspiración, frente a la original banqueta corrida en las plazas delanteras presenta también una solución ocupacional no convencional, dispone de tres plazas, delante una para el conductor y detrás dos para los pasajeros. En el salpicadero, con una textura de aspecto orgánico que sirve para reciclar el aire del habitáculo, se encuentra una pantalla táctil emergente.
En su presentación este modelo se mostraba más como un ejercicio de diseño que como un modelo de cara a ser resucitado, como ocurriera con otros clásicos como el Volkswagen New Beetle y el Mini Cooper. Sin embargo, cabe destacar su diseño orientado al segmento de lujo. El prototipo lucía el emblema de la gama DS y no el de Citroën en su cofre.[cita requerida]
En 2011, durante la celebración del Salón del Automóvil de Ginebra de ese año la marca anunció la posibilidad de un futuro modelo de su gama alta DS denominado DS2, cuyo diseño externo se basaría en este prototipo.